# Sondré-Est
Pour les articles homonymes, voir Sondré.
Sondré-Est est une commune rurale située dans le département de Bindé de la province du Zoundwéogo dans la région du Centre-Sud au Burkina Faso.

## Géographie
Sondré-Est est situé au nord du département, à environ 25 km au nord-est de Bindé.

## Santé et éducation
Le centre de soins le plus proche de Sondré-Est est le centre de santé et de promotion sociale (CSPS) de Kaïbo-Nord V2 tandis que le centre médical (CMA) le plus proche se trouve à Manga.